# 11月14日
11月14日是阳历一年中的第318天（闰年第319天），离全年的结束还有47天。

## 大事记

### 19世紀以前
- 前207年：新任皇帝子嬰向帶領軍隊進駐國都咸陽的西楚將領劉邦投降，秦朝宣告滅亡。
- 前180年：汉朝大臣们拥立代王刘恒即皇帝位，是为汉文帝；并且黜杀汉后少帝刘弘。
- 757年：安史之亂：郭子仪率朔方等军与回纥、西域之众十五万，号称二十万大破安史叛军。收复西京。
- 976年：赵炅登基为宋太宗。

### 19世紀
- 1854年：巴黎天文台台长于尔班·勒威耶制作出世界上第一张天气图。
- 1860年：《中俄北京条约》在北京签订。
- 1862年：美国内战：联邦军队开始进攻美利坚邦联首都里士满。
- 1889年：美国记者娜丽·布莱离开纽约开始模仿凡尔纳的小说《八十天环游地球》进行环球旅行。
- 1897年：德国皇帝威廉二世藉巨野教案，令其驻扎在上海的远东舰队侵占胶澳（今青岛）。

### 20世紀
- 1907年：日治時期的台灣爆發北埔事件，是發生於台灣新竹北埔的抗日事件。
- 1910年：一架战机从“伯明翰”号轻巡洋舰（英语：USS Birmingham (CL-2)）起飞，标志着航空母舰的诞生。
- 1911年：第二次摩洛哥危机结束。
- 1918年：捷克斯洛伐克独立，托马斯·马萨里克就任首位总统。
- 1921年：西班牙共产党成立。
- 1922年：BBC开始对英国全国播音。
- 1928年：中国共产党决定由向忠发、顾顺章、周恩来组成特务委员会，领导中国共产党中央特别行动科工作，由周恩来实际负责。
- 1938年：连接溫哥華与北岸的獅門橋开始通车。
- 1940年：納粹德國He 111轟炸機对具有八百年历史的英国重要工业城市考文垂，进行了长达十小时之久的轰炸，城市成为一堆废墟，14世紀興建的考文垂座堂被毀。
- 1941年：第二次世界大战：英國皇家海軍的皇家方舟號航空母艦在遭納粹德國海軍潛艇攻擊後，於維修途中沉沒。
- 1952年：英國單曲排行榜首次登于新音乐快递杂志。
- 1954年：美国赠予中華民國的海軍驅逐艦太平號遭中国人民解放军 纪智良率领的31大队的鱼雷快艇擊沉於漁山島附近，此谓太平艦事件。
- 1963年：爱尔兰以南33公里处突然发生火山喷发，浓烟柱最高达1000余米，两天后形成一新的岛屿，命名为絮尔赛岛。[來源請求]
- 1965年：越南战争：美国第1骑兵师和北越66团相遇，德浪河谷战役爆发。
- 1967年：美国物理学家西奥多·梅曼获得红宝石激光的专利。
- 1968年：捷克斯洛伐克共產黨總書記亞歷山大·杜布切克為推行「布拉格之春」運動辯護。
- 1969年：阿波羅12號從甘迺迪太空中心發射升空，成為第二次載人登陸月球的飛行。
- 1970年：苏联加入国际民用航空组织，俄语成为该组织的第四官方语言。
- 1971年：美国太空探测卫星水手9號进入火星轨道，成为环绕火星飞行的第一颗人造衛星。
- 1975年：西班牙宣布放弃西撒哈拉。
- 1977年：香港警務處機場警區半軍事化的特種警察部隊機場特警組成立。
- 1979年：美国冻结伊朗政府在美财产。
- 1982年：被监禁11个月之久的波兰團結工聯领导人莱赫·瓦文萨被释放。
- 1988年：中美登山队员征服南极洲最高峰文森峰。
- 1989年：联想公司在北京成立。
- 1990年：德國和波蘭雙方承認《波茨坦協定》的臨時界線，將奧德河-尼斯河線劃為國境邊界。
- 1990年：韓國SBS創立。
- 1991年：柬埔寨国王诺罗敦·西哈努克在经过13年流亡后重归金边。
- 1993年：中国共产党十四届三中全会通过《中共中央关于建立社会主义市场经济体制若干问题的决定》，标志着中国正式开始向全面市场经济转型。
- 1995年：轰动北京的375公交车灵异事件，至今未解。
- 1997年：联合国武器核查人员从伊拉克撤出[來源請求]。

### 21世紀
- 2002年：中國共產黨第十六次全國代表大會閉幕，除胡錦濤外，其餘六位中共第十五屆中央政治局常委江澤民、李鵬、朱鎔基、李瑞環、尉健行、李嵐清因年齡關係未進入新一屆中央委員會。
- 2003年：德国开始为期20年的能源计划，把国内的核电站逐步关闭。现时德国有三分之一的电力供应依靠核能提供。
- 2003年：美國天文學家米高·E·布朗、乍德·特魯希略和大衛·拉比諾維茨發現小行星90377。
- 2004年：興農牛在中華職棒15年總冠軍賽擊敗統一獅，獲得年度總冠軍。
- 2008年：首届G20峰会于华盛顿特区举行。
- 2010年：奧地利紅牛車隊車手賽巴斯蒂安·維特爾贏得阿布達比大獎賽，為最年輕的F1世界車手冠軍。
- 2012年：中国共产党第十八次全国代表大会闭幕，选举产生中国共产党第十八届中央委员会。除习近平、李克强留任外，其余七位第十七届中央政治局常委胡锦涛、吴邦国、温家宝、贾庆林、李长春、贺国强、周永康因年龄关系退休。
- 2014年：深圳平安金融中心在抬模第56次爬升後，超越世界貿易中心一號大樓，成為全球最高的辦公大樓。
- 2016年：恒生指數當日收市出現特別數字，報22,222.22點，這組收盤點位，是港股歷史上第一次出現的巧合。[1]

## 出生
- 1401年：卡斯提爾的瑪麗亞，亞拉岡王后（1458年逝世）
- 1567年：拿騷的毛里茨，荷蘭國父奧蘭治親王、軍事戰略家（1625年逝世）
- 1608年：九鬼隆季，日本江戶時代初期大名（1678年逝世）
- 1650年：威廉三世，奧蘭治親王、荷蘭省督、英格蘭國王（1702年逝世）
- 1719年：雷歐波得·莫札特，奧地利音樂家（1787年逝世）
- 1765年：羅伯特·富爾頓，美國工程師、最早輪船定期運輸者（1815年逝世）
- 1778年：约翰·尼波默克·胡梅尔，奧地利作曲家、鋼琴家（1837年逝世）
- 1797年：查爾斯·萊爾，英國地質學家、律師，均變說重要論述者（1875年逝世）
- 1805年：范妮·门德尔松，德國女鋼琴家、作曲家（1847年逝世）
- 1812年：瑪麗亞·克里絲蒂娜，两西西里王國王后（1836年逝世）
- 1840年：克洛德·莫奈，法國印象派画家（1926年逝世）
- 1845年：烏利塞·迪尼，義大利數學家、政治家（1918年逝世）
- 1847年：葉卡特琳娜·多爾戈魯科娃，俄羅斯帝國貴族，沙皇亞历山大二世的第二任妻子（1922年逝世）
- 1863年：利奧·貝克蘭，比利時化學家，被稱為「塑料工業之父」（1944年逝世）
- 1864年：赫伯特·麥考萊，奈及利亞民族主義者、政治家（1946年逝世）
- 1889年：贾瓦哈拉爾·尼赫鲁，印度政治人物，首任印度总理（1964年逝世）
- 1889年：塔哈·侯賽因，埃及近代化運動先驅之一（1973年逝世）
- 1891年：弗雷德里克·班廷，加拿大醫學家，1923年諾貝爾生理學或醫學獎得主（1941年逝世）
- 1896年：瑪米·艾森豪威爾，美國第34任總統德怀特·D·艾森豪威爾夫人（1979年逝世）
- 1900年：阿隆·科普蘭，美國古典音樂作曲家、指揮家、鋼琴家（1990年逝世）
- 1904年：庫茲馬·尼古拉耶維奇·傑列維揚科，蘇聯陸軍中將（1954年逝世）
- 1907年：阿斯特麗德·林格倫，瑞典童書編輯出版者、作家（2002年逝世）
- 1908年：約瑟夫·雷芒德·麥卡錫，美國政治人物，曾任威斯康辛州聯邦參議員（1957年逝世）
- 1911年：廖漢生，中國人民解放軍高級將領（2006年逝世）
- 1912年：林同炎，中國结构工程師（2003年逝世）
- 1917年：朴正熙，韓國政治人物，第5至第9任韓國總統（1979年逝世）
- 1922年：維若妮卡·蕾克，美國女演員（1973年逝世）
- 1922年：布特羅斯·布特羅斯-蓋里，聯合國第六任秘書長（2016年逝世）
- 1924年：列奥尼德·柯岗，前蘇聯小提琴演奏家（1982年逝世）
- 1925年：若列斯·亞歷山德羅維奇·梅德韋傑夫，俄羅斯農學家、生物學家、歷史學家、蘇聯持不同政見者（2018年逝世）
- 1925年：罗伊·亚历山德罗维奇·梅德韦杰夫，俄羅斯歷史學家、政治作家、蘇聯持不同政見者、馬克思主義者
- 1929年：吳承康，中國工程師（2022年逝世）
- 1930年：爱德華·怀特，美國太空人（1967年逝世）
- 1933年：譚炳文，香港演員、歌手（2020年逝世）
- 1933年：弗萊德·海斯，美國宇航員
- 1934年：額我略·伯多祿二十世·蓋布洛揚，亞美尼亞禮天主教基里基雅宗主教區宗主教（2021年逝世）
- 1934年：温蒂·卡洛斯，美國作曲家，電子合成器音樂先驅
- 1935年：胡笙·賓·塔拉勒，約旦國王（1999年逝世）
- 1937年：帕維爾·卡姆涅夫，俄羅斯火箭科學家（2023年逝世）
- 1939年：艾伯特·德爾·羅薩里奧，菲律賓外交官，前任菲律賓外交部長（2023年逝世）
- 1939年：本·卡耶塔諾，美國政治人物，第5任夏威夷州州長
- 1943年：彼得·諾頓，美國程式設計師、企業家
- 1945年：保罗·赫希，美國電影剪輯師
- 1946年：薩欽·小羽毛，美國女演員、模特兒、美國原住民權利活動人士（2022年逝世）
- 1947年：P·J·歐魯克，美國政治諷刺家、記者（2022年逝世）
- 1948年：查爾斯三世，現任英國國王
- 1951年：艾力克·約翰·薩奇，美國音樂家，樂隊邦喬飛貝斯手（2022年逝世）
- 1953年：多米尼克·德维尔潘，法國政治人物，第167任法國總理
- 1954年：雅尼，希腊裔美國音樂家
- 1954年：康多莉扎·賴斯，美國史第一位女性非裔國務卿
- 1954年：貝爾納·伊諾，法國男子自由車運動員
- 1956年：彼得·魯道夫·德弗里斯，荷蘭犯罪調查記者（2021年逝世）
- 1959年：布萊恩·史蒂文森，美國律師、社會公義運動家
- 1961年：鄭智化，台灣男歌手
- 1962年：田中敦子，日本女性聲優（2024年逝世）
- 1962年：興梠里美，日本女性聲優
- 1962年：史蒂法諾·加巴納，意大利時装設計師，杜嘉班納品牌創始人
- 1963年：潘石屹，中國企業家
- 1963年：段宜康，臺灣政治人物
- 1965年：張莉，中國演員
- 1966年：柯特·席林，美國職棒大聯盟球員
- 1967年：梁永恩，香港公務員
- 1969年：高曉松，中國作曲家、導演
- 1970年：大卫·韦斯利，美國職業籃球運動員
- 1970年：姚彣隆，馬來西亞籍新加坡演員、企業家
- 1972年：喬許·杜默，美國演員
- 1972年：耶荻塔·葛米亞克，波蘭唱片製作人、創作歌手
- 1975年：路易桑，巴西足球運動員
- 1976年：梁栢堅，香港填詞人
- 1977年：何琳，中國演員
- 1977年：楊志剛，中國演員
- 1978年：劉芙豪，台灣棒球選手
- 1978年：林聖凱，台灣棒球選手
- 1979年：毛硯龍，中國國家級足球裁判員
- 1979年：歐嘉·柯瑞蘭寇，烏克蘭女演員
- 1979年：米格尔·萨巴赫，墨西哥足球運動員
- 1980年：迟帥，中國演員、主持人
- 1981年：大久保藍子，日本女性聲優
- 1981年：拉塞爾·托維，英國演員
- 1982年：哈姆丹·阿勒马克图姆，杜拜王儲
- 1982年：趙安，韓國女演員
- 1984年：梁麗翹，香港演員
- 1984年：玛丽亚·舍里福维奇，塞爾維亞歌手
- 1985年：托马斯·维尔马伦，比利時足球運動員
- 1986年：袁詠琳，台灣歌手
- 1987年：俞灝明，中國歌手
- 1988年：賈斯丁·蓋奇，美國職業綜合格鬥運動員
- 1988年：維塔利·塞都克，烏克蘭記者、狗仔隊
- 1988年：尼古拉·巴頓，法國職業籃球運動員
- 1989年：吳岳擎，台灣男演員
- 1989年：林艾璇，台灣女子團體Popu Lady隊長
- 1989年：山本亮太，日本男歌手、演員
- 1989年：詹克·利費摩亞，英國足球運動員
- 1990年：王詩安，台灣歌手、演員
- 1990年：張浩，臺灣男子帆船運動員
- 1990年：陳柯宇，中國歌手
- 1990年：羅曼·比爾基，瑞士足球運動員
- 1991年：格雷厄姆·馬丁，美國演員
- 1992年：泰格·弗隆，愛爾蘭橄欖球運動員
- 1993年：野村周平，日本演員
- 1993年：森姆·烏迪迪，法國足球運動員
- 1993年：法蘭西斯科·林多爾，美國棒球運動員
- 1996年：章若楠，中國女演員
- 1996年：博爾納·丘里奇，克羅地亞職業网球運動員
- 1997年：木戶衣吹，日本女性聲優
- 1997年：松倉海斗，日本男演員、歌手、偶像
- 1997年：克里斯托弗·恩昆库，法國職業足球運動員
- 1998年：小池美波，日本女子偶像團體櫻坂46成員
- 1998年：索菲亞·科寧，美國網球運動員
- 2000年：朴施妍，韓國女子偶像團體PRISTIN成員
- 2000年：雅各布·基普利莫，烏干達男子田徑運動員
- 2001年：香月杏珠，日本寫真偶像

## 逝世
- 前250年：秦孝文王嬴柱，戰國時期秦國君主（前302年出生）
- 565年：查士丁尼一世，东罗马帝国皇帝（483年出生）
- 669年：藤原鎌足，日本政治家（614年出生）
- 976年：宋太祖赵匡胤，北宋开国皇帝（927年出生）
- 1263年：亞歷山大·涅夫斯基，諾夫哥羅德封建共和國大公（1221年出生）
- 1360年：格雷格利乌斯·帕拉玛斯，东正教主教（1296年出生）
- 1522年：法兰西的安妮，法国公主及摄政王（1461年出生）
- 1556年：喬瓦尼·卡薩，意大利作家（1503年出生）
- 1687年：奈爾·圭恩，英国舞台剧演员（1650年出生）
- 1691年：土佐光起，日本画家（1617年出生）
- 1716年：戈特弗里德·威廉·莱布尼茨，数学家（1646年出生）
- 1734年：路易絲·德·克魯阿爾，英国国王查理二世的情妇（1649年出生）
- 1746年：格奥尔格·斯特勒，德国生物学家（1709年出生）
- 1749年：丸山權太左衛門，日本相扑选手（1713年出生）
- 1825年：让·保罗，德国作家（1763年出生）
- 1829年：路易-尼古拉·沃克蘭，法国化学家（1763年出生）
- 1831年：黑格尔，德国古典哲学之集大成者（1770年出生）
- 1832年：查尔斯·卡罗尔，美國政治人物，《独立宣言》签字者之一（1737年出生）
- 1885年：雅各布斯·安東尼·梅森，荷蘭攝影師（1836年出生）
- 1908年：光绪帝，清朝皇帝（1871年出生）
- 1921年：伊莎貝爾，巴西皇儲，布拉干薩家族首領（1846年出生）
- 1923年：恩斯特·奧古斯特二世，坎伯蘭和特維奧特戴爾公爵（1845年出生）
- 1930年：杨开慧，毛泽东妻子（1901年出生）
- 1944年：斯坦利·普莱斯·威尔，澳大利亞陸軍軍官和公務員（1866年出生）
- 1949年：江竹筠，中國共產黨革命烈士（1920年出生）
- 1949年：陳以文，中國共產黨革命烈士（1923年出生）
- 1985年：顾维钧，中国外交家（1888年出生）
- 1988年：三木武夫，日本内阁总理大臣（1907年出生）
- 1992年：恩斯特·哈佩尔，奥地利足球运动员（1925年出生）
- 1993年：野坂参三，日本共产党领导人（1892年出生）
- 1993年：武鴻卿，越南革命家，越南國民黨末代領導人（1898年出生）
- 1998年：阿尼爾·K·賈恩，印度裔美國電機工程師（1946年出生）
- 2000年：李婉芬，中國表演藝術家（1932年出生）
- 2008年：龍方，香港電影演員（1954年出生）
- 2011年：土屋隆夫，日本推理小說大師（1917年出生）
- 2011年：尼尔·海伍德，英国商人（1970年出生）
- 2012年：艾哈迈德·贾巴里，巴勒斯坦政治人物（1960年出生）
- 2012年：亚历山德罗·纳西门托，巴西足球运动员（1974年出生）
- 2014年：尤金·登金，蘇聯-美國數學家（1942年出生）
- 2018年：鍾士元，香港政治家（1917年出生）
- 2022年：高而潘，臺灣建築師（1928年出生）
- 2024年：金沖及，中國史學家（1930年出生）

## 节假日和习俗
- 聯合國糖尿病日
- 哥伦比亚：妇女节
- ：调整运动纪念日
- 印度尼西亞：机动旅日
- 印度：儿童节
- 大韓民國：橘色情人節、電影情人節[2]
- 羅馬尼亞：多布羅加日